# Glenea badurensis
Glenea badurensis là một loài bọ cánh cứng trong họ Cerambycidae.